# 鷹巣中央公園
鷹巣中央公園（たかのすちゅうおうこうえん）とは、秋田県北秋田市脇神にある都市公園である。

## 概要

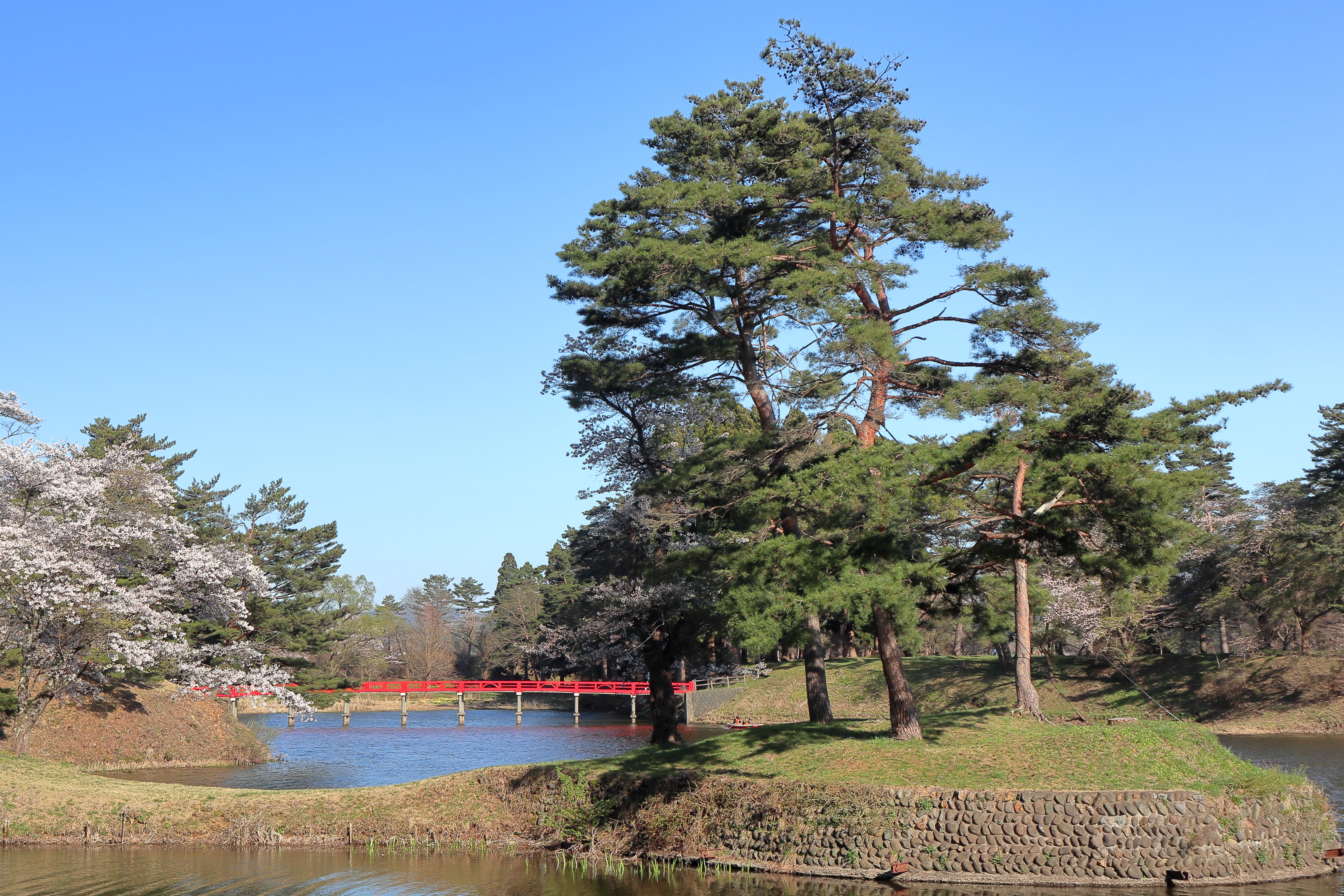
浮島のアカマツと風青橋

鷹巣中央公園はかつて、「堂ケ岱堤」と言われた農業用貯水池で、魚釣場やジュンサイの採取場として知られていた。昭和27年、秋田魁新報社のハガキ投票で「観光秋田三十景」に入選 してから観光地として有名になった。昭和28年より環境整備を始め、昭和29年5月に国の認可が下りて「鷹巣中央公園」が誕生した。
ツツジ、アジサイ、紅葉、雪景色など年間を通して自然の景色を楽しめ、なかでも桜は、ソメイヨシノを中心に約800本が咲き、桜まつり期間中は夜間ライトアップされ、桜並木が水辺空間と一体になって湖面に映える。堤北側の丘から望む「浮島」のアカマツと、背景にある赤い「風青橋」が公園のシンボルとなっている。
へら鮒釣りの名所で、マブナやコイも生息している。沼の周囲にトリムランニングコースがあり、景色を楽しみながらのジョギングもできる。また、野球場やテニスコートも整備されている。

## 沿革
- 1952年（昭和27年）6月20日 - 沢口会（鷹巣町在住沢口村出身者の会）が観光秋田三十景に「鷹巣中央公園」の名称で応募、26位で入選。
- 1954年（昭和29年）5月13日 - 国の認可により「鷹巣中央公園」が誕生。
- 1956年（昭和31年）- 合併後の新鷹巣町議会で都市公園として決議。
- 1957年（昭和32年）- 風青橋、児童遊園地完成。
- 1973年（昭和48年）- 中の島キャンプ場、老人憩の家「青葉荘」完成。
- 1975年（昭和50年）- 野球場完成。
- 1977年（昭和52年）6月15日 - 新観光秋田三十景に11位で入選 。
- 1978年（昭和53年度）- テニスコート4面完成。
- 1980年（昭和55年度）- トリムランニングコース完成。
- 2017年（平成29年度）- 野球場リニューアル[4]

## 施設
- 野球場
- キャンプ場
- テニスコート（6面）

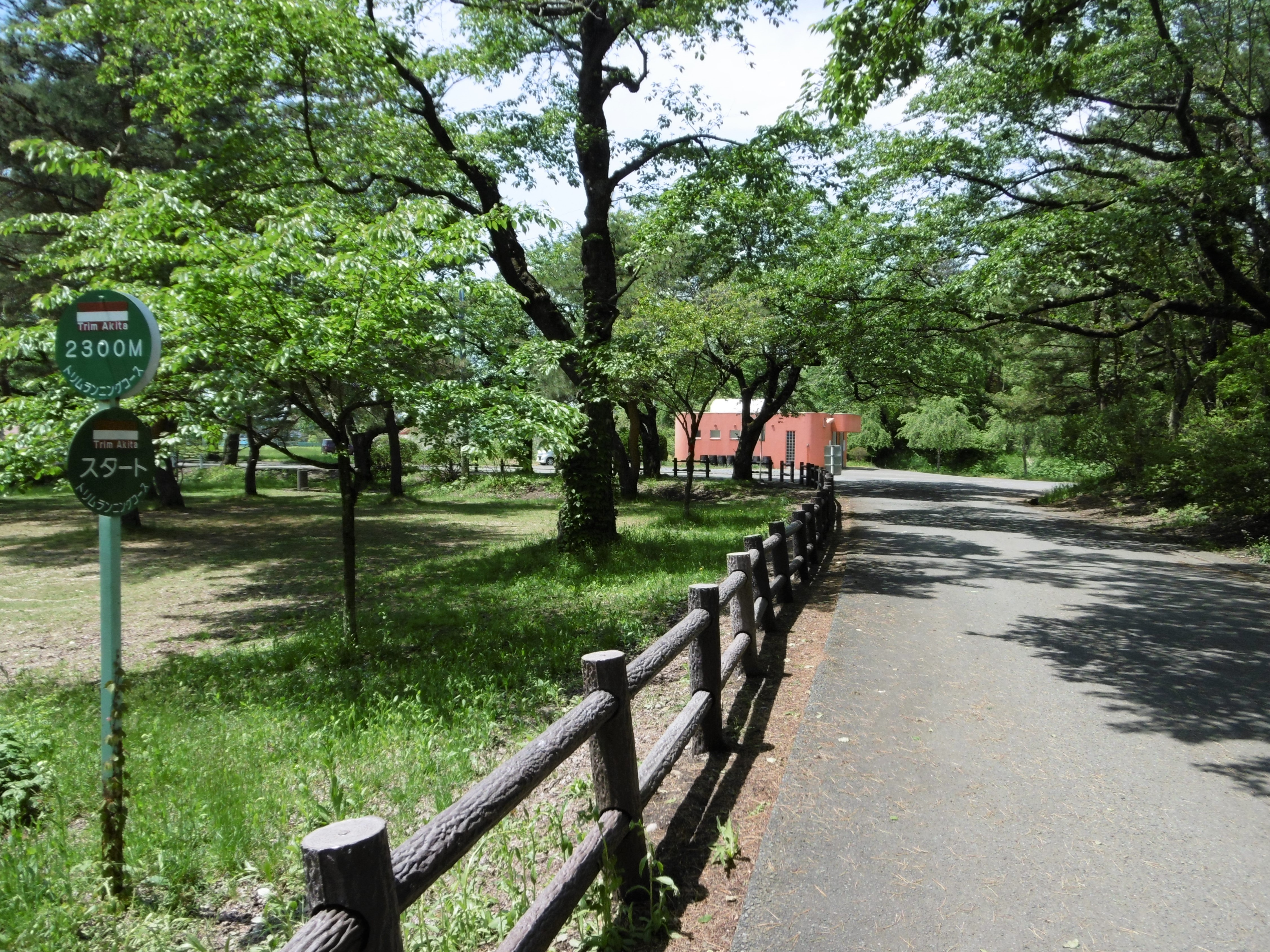
トリムランニングコース
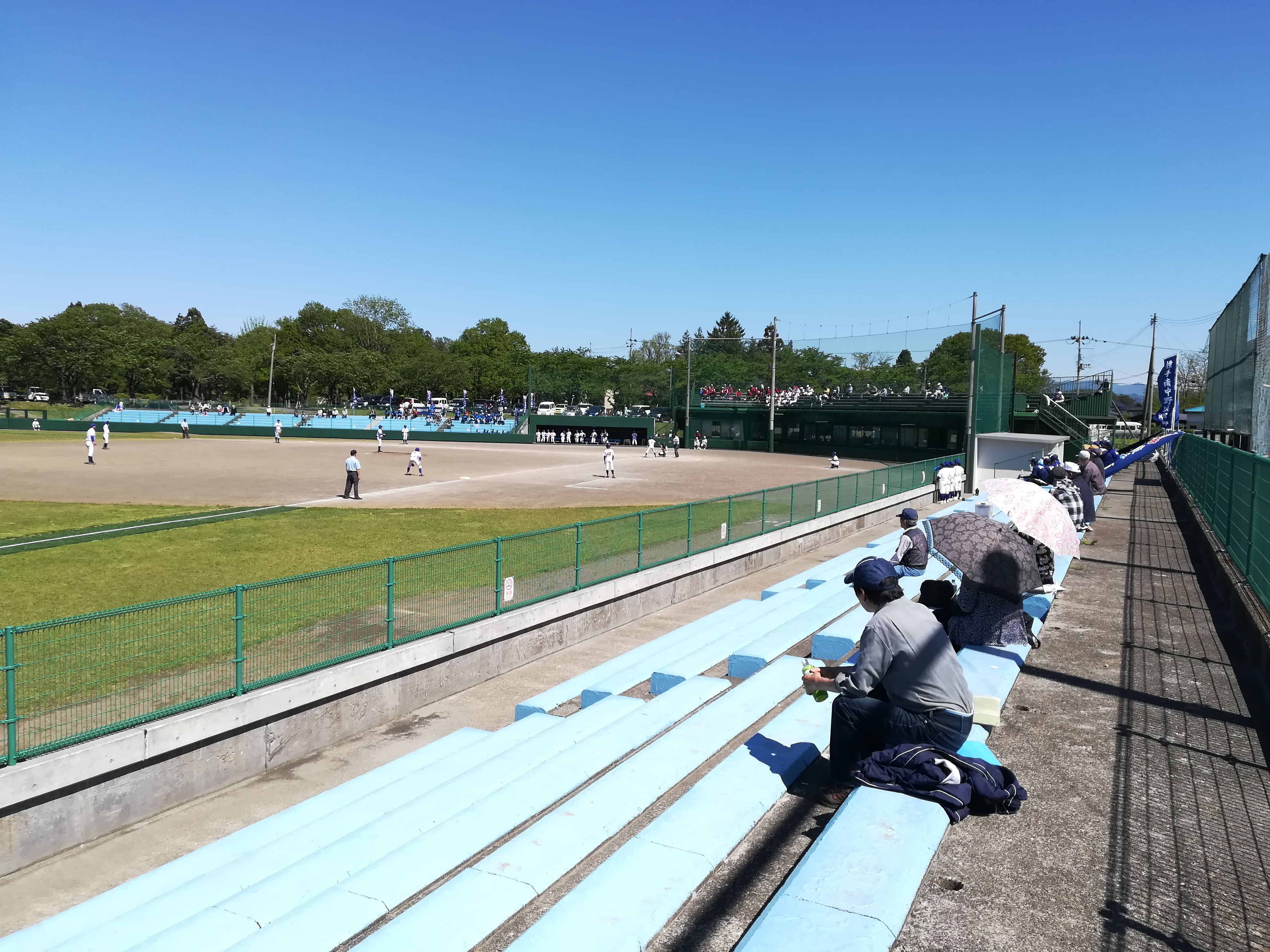
野球場
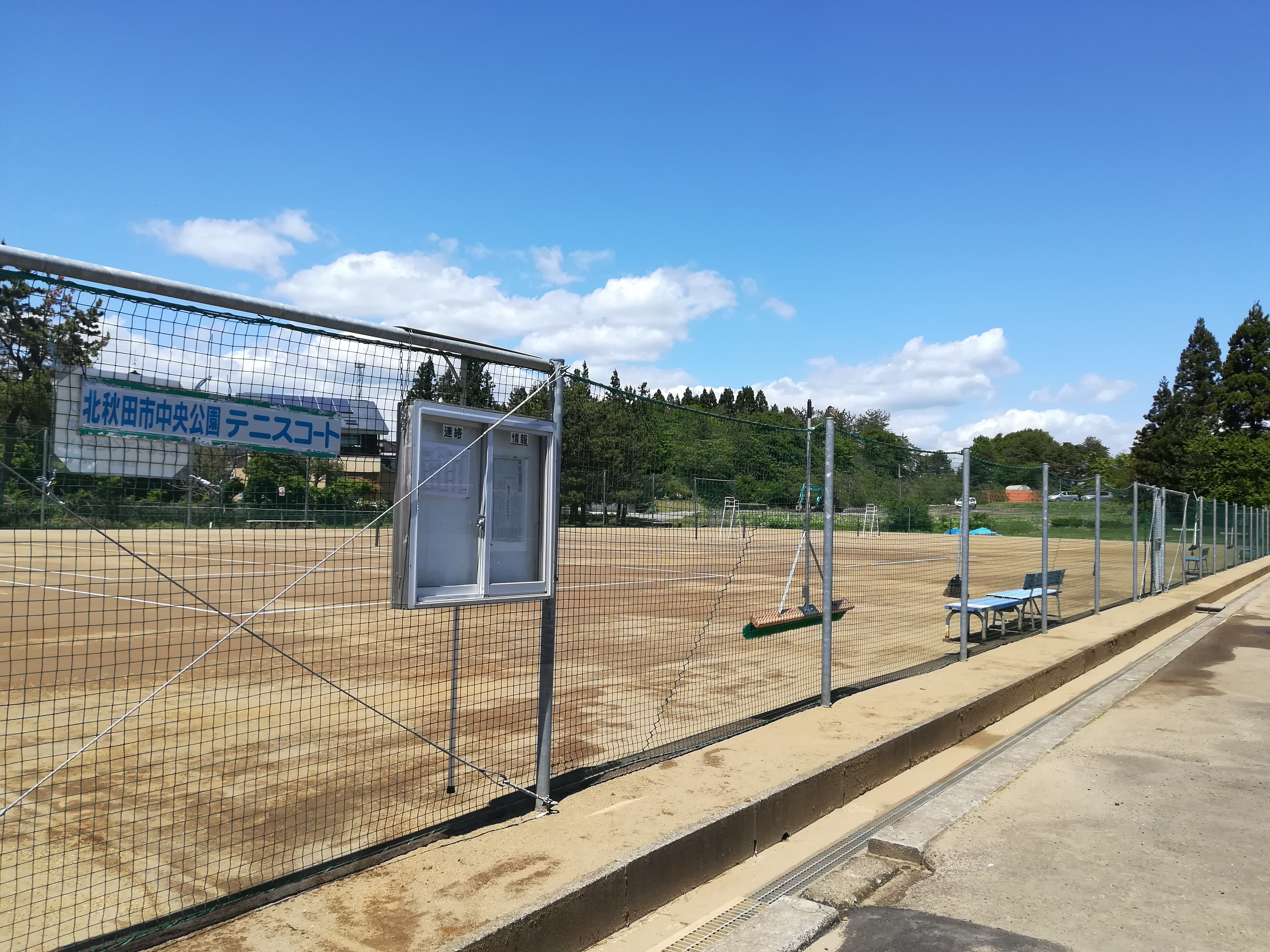
テニスコート

- トリムランニングコース
- 野球場
- テニスコート

## イベント
- 桜まつり 4月下旬～5月上旬

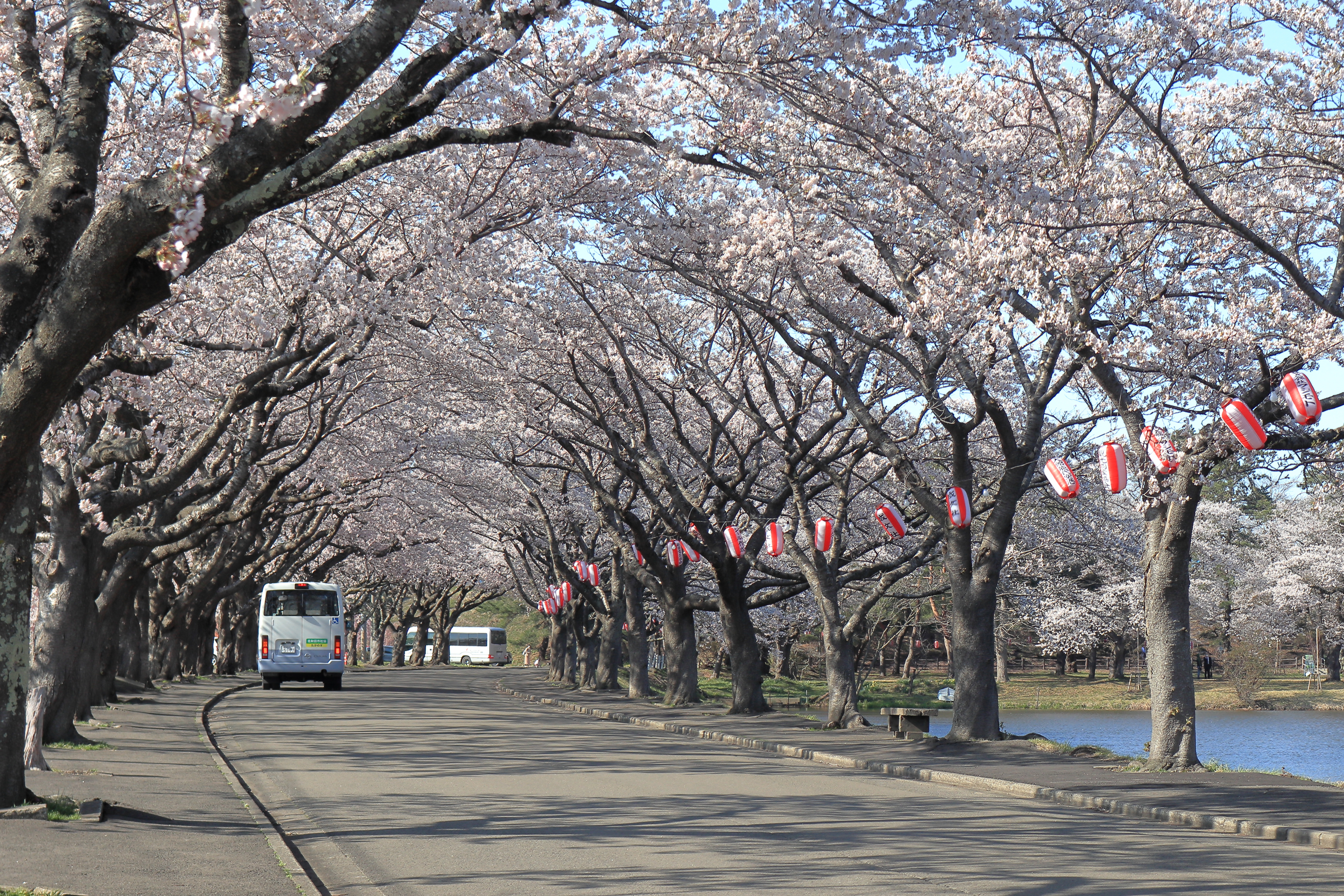
チェリーロードの桜並木
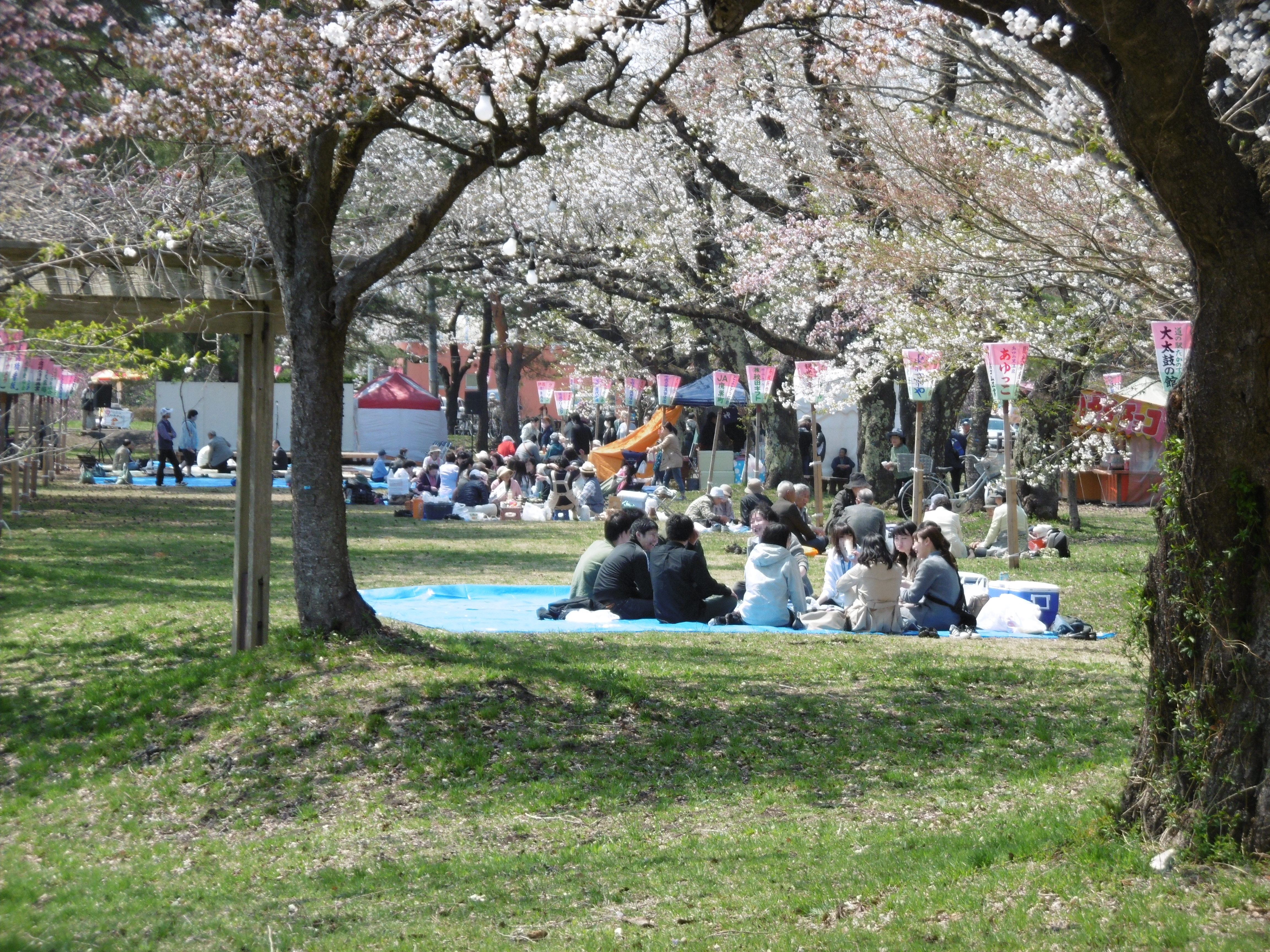
観桜会

## アクセス
- JR鷹ノ巣駅より2.8 km・徒歩約35分
- 鷹巣駅前バス停より
  - 市街地循環バス -「南鷹巣団地」下車徒歩9分
  - 秋北バス 米内沢 - ダム入口線で「中央公園前」下車徒歩1分
- 鷹巣インターチェンジより車で5分